# Emeraldspreeuw
De emeraldspreeuw (Lamprotornis iris synoniem: Coccycolius iris) is een vogelsoort uit de familie Sturnidae.

## Verspreiding en leefgebied
Deze soort komt voor in het westen van Afrika.